# The Enemy Below
The Enemy Below és una pel·lícula estatunidenca dirigida per Dick Powell i estrenada l'any 1957. Argument: durant la Segona Guerra Mundial, un destructor nord-americà, al comandament del qual hi ha un comandant al qual la tripulació creia poc experimentat però que resulta ser un gran estrateg, troba un submarí alemany al qual persegueix per tot l'oceà Atlàntic.

## Repartiment
- Robert Mitchum: el capità Murrell
- Curd Jürgens: Von Stolberg
- David Hedison: el tinent Ware
- Theodore Bikel: Schwaffer
- Russell Collins: el metge
- Jeff Daly: Corky
- Frank Obershall: Braun
- Arthur La Ral: Kunz
- David Post: Lewis
- Biff Elliot: l'oficial d'intendència
- Kurt Kreuger: Von Holem

## Premis i nominacions
Premis
- 1958: Oscar als millors efectes visuals per Walter Rossi

Nominacions
- 1959: BAFTA al millor actor estranger per Curd Jürgens